# Ткаченко, Иван Максимович
Иван Максимович Ткаченко (1910, Черниговская губерния — 1955, Челябинск) — уполномоченный НКВД—НКГБ СССР по Литовской ССР, член Бюро ЦК ВКП(б) Литовской ССР, генерал-лейтенант (1945).

## Биография
Родился в украинской семье крестьянина-бедняка. Член ВКП(б) с февраля 1929. С 20 апреля 1938 начал службу в НКВД-НКГБ Украинской ССР. Был назначен помощником начальника 8-го отделения 3-го (контрразведывательного) отдела УГБ НКВД Украинской ССР. В 1939—1940 исполняющий обязанности начальника, затем начальник 1-го отдела Экономического управления НКВД СССР, начальник 2-го отдела УГБ НКВД Украинской ССР. В 1940—1941 заместитель народного комиссара внутренних дел Украинской ССР. В 1941 начальник Управления НКГБ по Львовской области, начальник 2-го отдела Экономического управления НКВД СССР. В 1941—1943 начальник 7-го специального отдела НКВД — Экономического управления НКВД СССР. В 1942—1943 заместитель начальника Экономического управления НКВД СССР. В 1943—1944 начальник Управления НКВД по Ставропольскому краю. В 1945 уполномоченный НКВД СССР по Земландской оперативной группе войск, уполномоченный НКВД—НКГБ СССР по Литовской ССР, член Бюро ЦК ВКП(б) по Литовской ССР. В 1945—1950 начальник строительства Москва-10, начальник строительства Тура-38, начальник строительства Свердловск-39, начальник строительства Челябинск-40. В 1954—1955 начальник Управления милиции и заместитель начальника Управления МВД по Челябинской области. Умер в Челябинске. Похоронен на Митрофановском кладбище.

### Звания
- Лейтенант ГБ (23 августа 1938 г.);
- Старший лейтенант ГБ (28 апреля 1939 г.);
- Майор ГБ (23 августа 1940 г., произведен, минуя звание капитана ГБ);
- Комиссар ГБ (14 февраля 1943 г.);
- Комиссар ГБ 3-го ранга (2 июля 1945 г.);
- Генерал-лейтенант (9 июля 1945 г.).

### Награды
Ордена Ленина (29.10.1949),
Красного Знамени (20.09.1943),
2 ордена Кутузова II-й степени (8.03.1944, 21.04.1945),
орден Отечественной войны I-й степени (8.04.1947),
2 ордена Трудового Красного Знамени (3.06.1942 г., 8.12.1951),
ордена Красной Звезды (1943),
«Знак Почета» (26.04.1940),
медаль За оборону Москвы"
медаль "За боевые заслуги"
медаль "За взятие Кенигсберга"
медаль "За победу над Германией в Великой Отечественной войне 1941-1945 гг."
нагрудный знак «Заслуженный работник НКВД» (28.051941)..